# Anatole Mallet

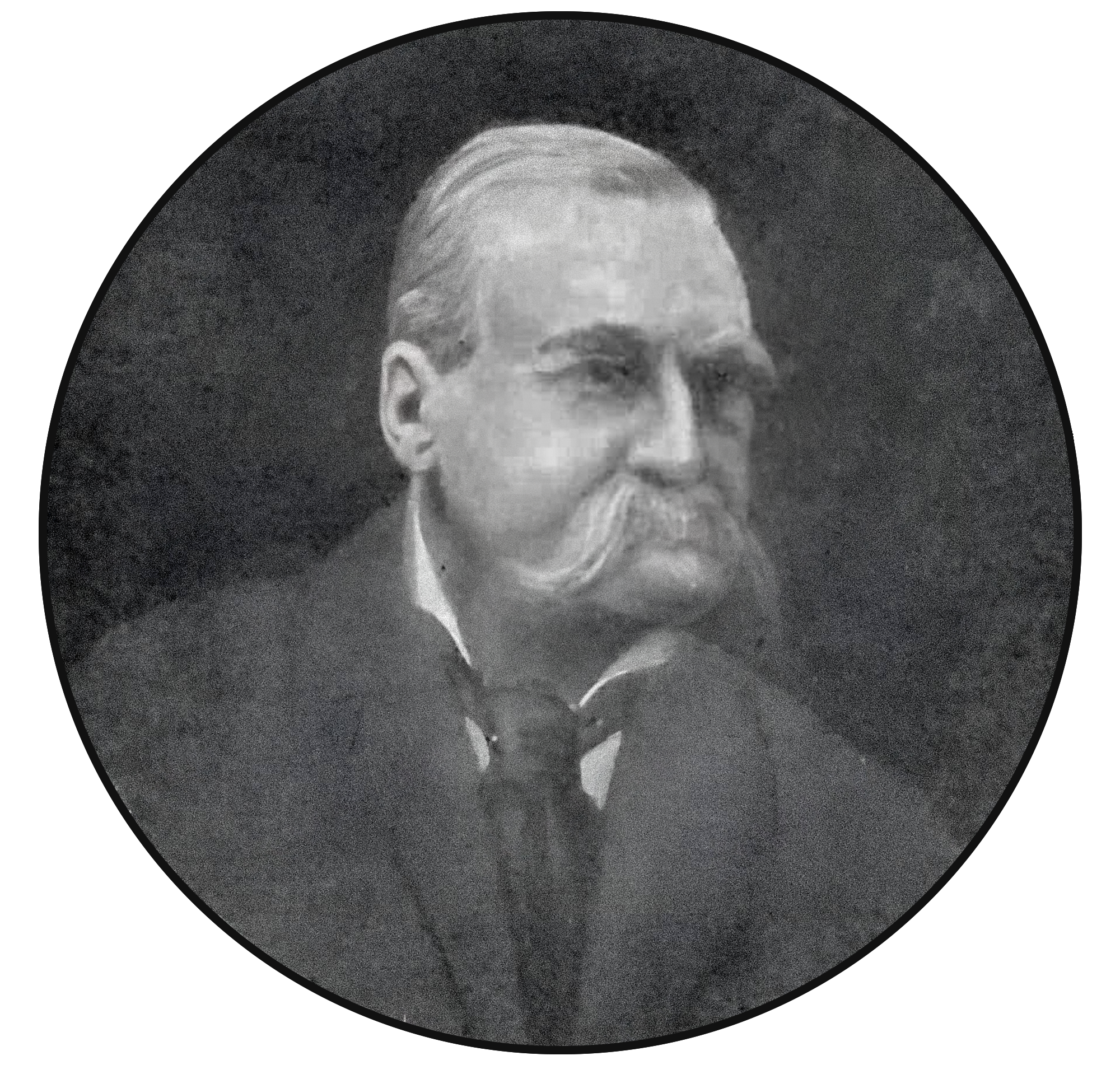
Anatole Mallet

Anatole Jules Théodore Mallet (ur. 23 maja 1837, zm. 10 października 1919) – francuski inżynier i konstruktor parowozów pochodzenia szwajcarskiego. Skonstruował parowóz wieloczłonowy systemu Malleta, czyli parowóz o dwóch niezależnie napędzanych podwoziach.
W 1876 roku Mallet wynalazł także szeroko stosowany później silnik sprzężony (compound)

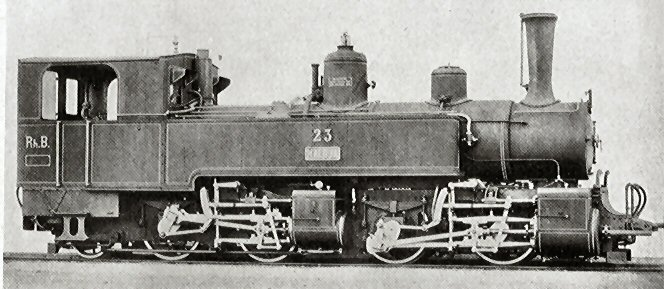
Lokomotywa Malleta